# Myopa extricata
Myopa extricata är en tvåvingeart som beskrevs av Collin 1960. I den svenska databasen Dyntaxa används istället namnet Myopa pellucida. Myopa extricata ingår i släktet Myopa och familjen stekelflugor. Enligt den svenska rödlistan är arten nära hotad i Sverige. Arten förekommer på Öland och Götaland. Artens livsmiljö är jordbrukslandskap. Inga underarter finns listade i Catalogue of Life.